# Pirmino de Reichenau

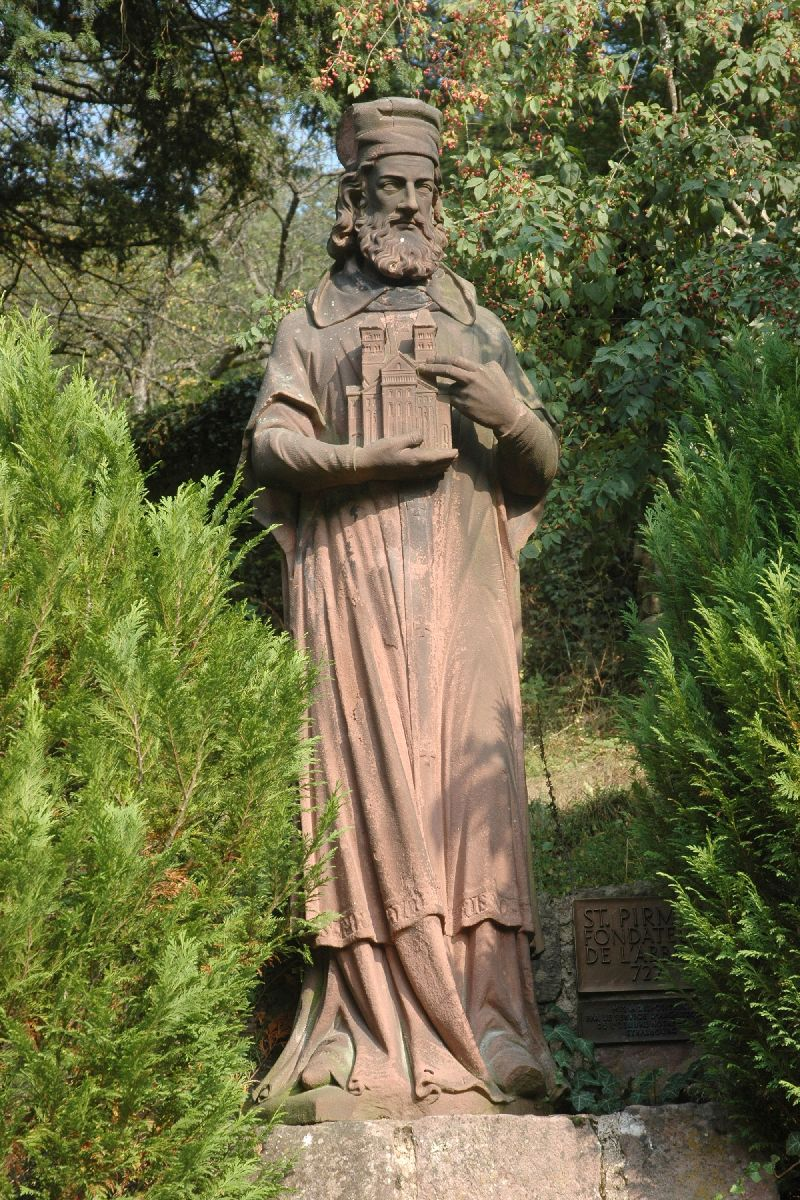
Figura medieval tardia de São Pirmino na Abadia de Murbach

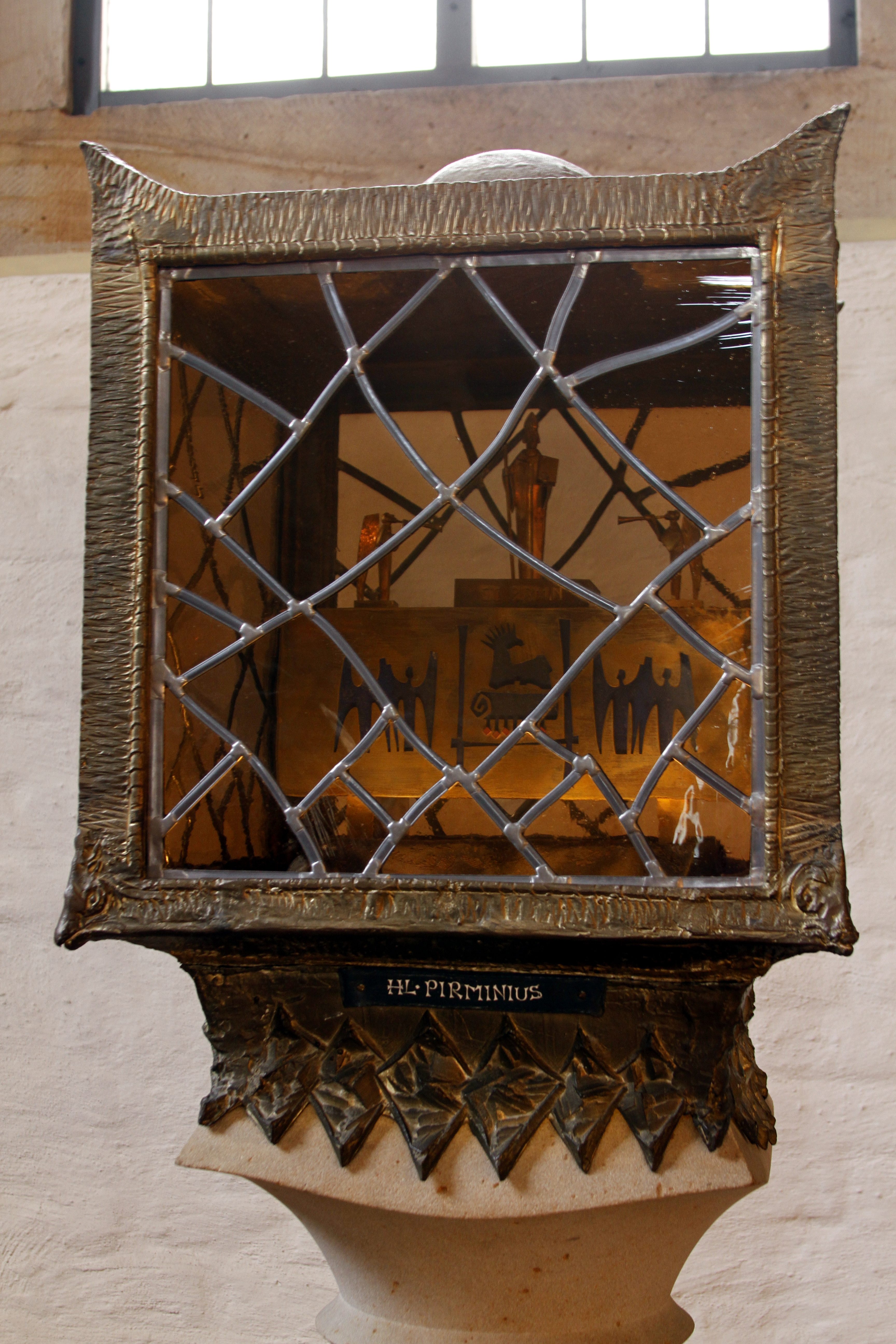
Relíquia na Catedral de Speyer.

São Pirmino (latinizado Pirminius, nascido antes de 700 ( c. 670 acordo com muitas fontes), morreu em 3 de novembro de 753 em Hornbach), foi um monge e missionário da era merovíngia. Ele fundou ou restaurou vários mosteiros na Alemannia (Suábia), especialmente na Alsácia, ao longo do Alto Reno e na região do Lago de Constança.

## Biografia
Pirmino era provavelmente da área de Narbonne, possivelmente de origem visigótica. Muitos visigodos fugiram para Francia após a conquista árabe da Espanha no início do século VIII.
De 718 em diante, ele foi abade do mosteiro Quortolodora em Antuérpia (Austrásia)  e, junto com seus alunos, o ministro da igreja dentro do broch, Het Steen. (No século XII, esta igreja foi dedicada a Santa Valburga. Depois de um tempo, Pirmino foi convidado pelo conde Rohingus para ficar em sua villa em Thommen, perto de Sankt Vith, nas Ardenas.
Pirmino ganhou o favor de Carlos Martel, prefeito do palácio de Francia. Ele foi enviado para ajudar a reconstruir a Abadia de Disentis no que hoje é a Suíça. Em 724, foi nomeado abade da Abadia de Mittelzell na Ilha de Reichenau, que havia fundado anteriormente. Mais tarde, por razões políticas, ele foi banido para a Alsácia. Em 753, ele morreu na abadia de Hornbach, onde seu corpo está sepultado.

## Missionário e outras atividades
O trabalho missionário de Pirmino ocorreu principalmente na Alsácia e na parte superior do Reno e do Danúbio. Além de pregar e converter ativamente, ele também fundou ou reformou muitos mosteiros, como os de Amorbach, Gengenbach, Murbach, Wissembourg, Marmoutier, Neuweiler e Reichenau. Pirmino garantiu doações da nobreza da área: Odilão da Baviera financiou a fundação da Abadia de Niederaltaich, Werner I do que se tornou a dinastia Saliana doou a nova abadia em Hornbach.
O mais importante dos livros de Pirmino é Dicta Abbatis Pirminii, de Singulis Libris Canonicis Scarapsus ("Palavras do Abade Pirminius, trechos dos Livros Canônicos Individuais"). O livro coleta citações dos Padres da Igreja e das escrituras, presumivelmente para uso por missionários ou leitura durante as refeições monásticas. Escrito entre 710-724, ele contém a primeira aparição do texto atual do Credo dos Apóstolos.